# Свети Симеон Стълпник (Богдановац)
„Свети Симеон Стълпник“ (на сръбски: Храм св. Симеона Столпника) е православна църква във вранското село Богдановац, югоизточната част на Сърбия. Част е от Вранската епархия на Сръбската православна църква.
Църквата е разположена на 500 m югозападно от селото в стара букова гора в планината Руян. Посветена е на Симеон Стълпник, наречен тук Ветровити. Обновена е в 1895 година.
Представлява еднокорабен храм с открит трем на запад, върху който има камбанария. Има красив оригинален триредов иконостас с четири царски и дванадесет апостолски икони.